# Hardcore (1979)
Hardcore is een Amerikaanse film van Paul Schrader die werd uitgebracht in 1979. 
Nadat hij eerder had getekend voor het scenario van Taxi Driver (Martin Scorsese, 1976) en Obsession (Brian De Palma, 1976), schreef Schrader voor de tweede keer, na zijn debuut Blue Collar (1978), een scenario dat hijzelf verfilmde. 

## Verhaal
Jake Van Dorn, een conservatieve diepgelovige calvinist, is een deftige gefortuneerde meubelfabrieksdirecteur uit Michigan. Op een dag raakt zijn dochter Kristen op mysterieuze wijze spoorloos tijdens een reis naar Californië die door de plaatselijke kerk werd georganiseerd. Als alleenstaande vader is Jack radeloos. Hij gelast de wat vreemde privédetective Andy Mast haar terug te vinden. Deze kan een pornofilm op de kop tikken waarin Kristen de hoofdrol speelt. 
Van Dorn is in alle staten en begeeft zich naar Los Angeles om zijn dochter uit de klauwen van de seksindustrie te redden. Hij duikt onder in de ongure en smerige hel van de pornowereld waarbij hij zich uitgeeft voor een producent van pornofilms. Een gevaarlijke ontdekkingstocht staat hem te wachten. 

## Rolverdeling
| Acteur          | Personage                    |
| --------------- | ---------------------------- |
| George C. Scott | Jake Van Dorn                |
| Peter Boyle     | Andy Mast, de privédetective |
| Season Hubley   | Niki, de prostituee          |
| Dick Sargent    | Wes De Jong                  |
| Leonard Gaines  | Ramada                       |
| Dave Nichols    | Kurt                         |
| Gary Graham     | Tod                          |
| Larry Block     | inspecteur Burrows           |
| Marc Alaimo     | Ratan, een pornoacteur       |